# Suhoj Su-47
Suhoj Su-47 Berkut (rus. Су-47 Беркут; hrv. Su-47 Zlatni orao) (NATO oznaka: Firkin) je eksperimentalni ruski nadzvučni lovac kojeg je razvila tvrtka Suhoj. Lovac je tijekom početnog razvoja koristio i oznake S-32 i S-37. Posebnost ovog aviona je što su krila okrenuta prema naprijed (engleski: Forward Swept Wings), slično kao i kod aviona Tsybin LL-3. Jedini je lovac koji je proizveden naprednom tehnologijom, te je drugi prototip u letnom stanju, nakon Mikoyanovog razvoja lovaca 5. generacije. 
Izgled ovog aviona ponekad može zbuniti gledatelja zbog dizajna jednog delta-kanard krila, koje je tvrtka Suhoj razvila početkom 1990-ih na razvojnom modelu Su-37.

## Razvoj
Izvorno poznat kao Su-37, Suhoj je oznaku promijenio 2002. godine u Su-47 za naprednu testnu verziju. Službeni nadimak mu je Berkut (hrv. Zlatni orao), a sagrađen je od kompozitnih materijala i opremljen naprednim sustavom upravljanja. Krila okrenuta prema naprijed omogućuju mu poboljšanu upravljivost i djelovanje pri napadnim kutovima od 45° i više.
U Rusiji su odavno svjesni prednosti aviona s krilima prema naprijed, a istraživanja i razvoj započeli su modelom Tsibin LL, nakon proučavanja zarobljenog Luftwaffe-ovog aviona Junkers Ju 287 iz 1940. godine. Prednosti takvog oblika krila su maksimalni koeficijent uzlijetanja i smanjeni moment svijanja. Pri velikim kutovima napada pilot kod Su-47 može zadržati kontrolu nad krilcima aviona. Negativna strana okrenutih krila je da takva krila uzrokuju dovoljno jako uvijanje (divergenciju) čime može doći do rascjepa krila izgrađenih od kompozitnih materijala. Tek je nedavno napravljen noviji dizajn krila od kompozitnih materijala, koja su otporna na divergenciju.
Projekt je pokrenut 1983. po narudžbi sovjetskog ratnog zrakoplovstva. Ali, raspadom SSSR-a, državno financiranje tog projekta je zamrznuto, dok je razvoj aviona financirala tvrtka Suhoj. Kao i slični američki zrakoplov Grumman X-29, tako i Su-47 koristi modernu tehnologiju koja će se koristiti za buduće napredne ruske lovce. Osim ruske vojske, tvrtka Suhoj namjerava Su-47 ponuditi i stranim kupcima uz uvjet da tvrtka zadrži proizvodna prava, odnosno da se avion proizvodi isključivo u Rusiji, bez mogućnosti davanja proizvodne licencije.

## Dizajn
Su-47 ima slične dimenzije kao prethodni veliki Suhoj lovci, primjerice Su-35. Kako bi se smanjili troškovi razvoja, Su-47 je od prijašnjeg modela Su-27 "posudio" prednji dio trupa, okomite repove i podvozje. Avion ima odvojen prostor za napredni radar te sličan cjelokupni koncept istraživanja kao američki Grumman X-29. Međutim, Su-47 je od "američkog kolege" dva puta veći te je bliži borbenim zrakoplovima koji su trenutno u uporabi.
Kako bi se riješio problem uvijanja krila, Su-47 koristi kompozitne materijale koji su pažljivo prilagođeni da se odupru uvijanju, dok je omogućeno savijanja krila kako bi se stvorilo bolje aerodinamičko ponašanje aviona tijekom leta. Budući da Su-47 ima velik raspon krila, avion je ima mogućnost preklapanja krila kako bi se što bolje smjestio unutar ruskih hangara.
Kao i njegov neposredni prethodnik, Su-37, i Su-47 ima kanarde ispred krila te još neke značajke.

## Upravljivost
Su-47 ima vrlo veliku okretnost na podzvučnim brzinama što avionu omogućuje hitro mijenjanje kuta napada te brzo zadržavanje sposobnosti upravljanaj prilikom nadzvučnih brzina. Najveća brzina Su-47 je 1,6 Macha odnosno 1.717 km/h.
Maksimalna razina okreta pri gornjoj i donjoj granici brzine leta važni su kriteriji u smislu borbene superiornosti. Su-47 ima vrlo visoku razinu održavanja upravljivosti nad stabilnošću i kontrole pri ekstremnim kutovima napada. Maksimalna razina okreta važna je u bliskoj borbi kao i na srednjim i velikim udaljenostima kada misija može uključivati borbu protiv više ciljeva u različitim sektorima zračnog prosotra. Visoka razina okreta omogućuje pilotu Su-47 brže ciljanje i lansiranje projektila prema neprijateljskim lovcima. Kao i većina drugih lovaca s fly-by-wire mogućnostima, Su-47 postiže visoke manevarske mogućnosti kroz "opuštenu stabilnost" letjelice.
Avion s krilima okrenutim prema naprijed ima brojne prednosti u odnosu na one s krilom okrenutim inatrag:
- veći kapacitet prilikom bliske borbe,
- veći raspon prilikom podzvučne brzine,
- poboljšana otpornost,
- poboljšana stabilnost pri velikim kutovima napada,
- niža minimalna brzina leta,
- kraća staza slijetanja i polijetanja.

## Trup
Trup Su-47 je ovalnog presjeka, a konstrukcija je izgrađena uglavnom od aluminija i legura titana te kompozitnih materijala. Od ukupnog postotka težine korištenih materijala za izradu trupa, 13 % težine otpada na kompozitne materijale. Nos aviona je na prednjem dijelu spljošten, a vodoravni rub ima optimalne zrakoplovne anti-spin karakteristike.

## Krila
Su-47 je zbog krila koja su okrenuta prema naprijed dobio nadimke kao "đavao" ili "praćka". Kontrola krila pilotu je omogućena i na najvećim kutovima napada, kao i u slučaju da dođe do "odvajanja" protoka zraka od dijela površine krila.
Paneli krila sastoje se od gotovo 90% kompozita. Krila okrenuta prema naprijed omogućuju dobre performanse aviona na velikim udaljenostima.
Loša strana ovakvih krila je da se prilikom leta stvaraju snažne rotacijske sile koje bi u najgorem scenariju mogle "istrgati" krila, posebice pri velikim brzinama. Zbog toga je potrebna velika količina kompozita kako bi se povećala snaga i izdržljivost krila. Ipak, usprkos svemu, avion je na početku ograničen na brzinu od 1,6 Macha. Inženjeri su nedavno podigli ograničenje maksimalne brzine, no ono nije objavljeno. Ipak, prilikom nedavnog testiranja prototipa Su-47 došlo je do kvara na krilima. Zapadni vojni analitičari nagađaju da su inženjeri Suhoja obnovili izgled konvencionalnih krila po kojima je avion poznat. Tako su ruski inženjeri došli do istih zaključaka o održivosti okrenutih krila kao i njihovi američki kolege dvadeset godina ranije s modelom Grumman X-29. Ako Rusija u budućnosti nastavi s proizvodnjom aviona s krilima okrenutim prema naprijed, oni će biti derivat Su-47.

## Kokpit
Kokpit Su-47 dizajniran je kako bi se ostvarila visoka nivo razina udobnosti za pilota, što je veoma bitno kod manevara pri ekstremno velikim G silama. Zrakoplov je opremljen novim sjedalom za katapultiranje i sustavom za održavanje života. Sjedalo se može nagnuti pod kutom od 60°, čime se smanjuje utjecaj velikih G sila na pilota. Time pilot može podnijeti i veću snagu G sile od uobičajeno podnošljive.
Piloti osobno smatraju da u kokpitu imaju slabu vidljivost zbog lošeg dizajna. Sličan raspored sjedanja prvi put je korišten u američkom F-16 Fighting Falcon lovcu, ali je uklonjen zbog istih razloga.

## Korisnik
- Rusija: Ruske zračne snage

## Tehničke karakteristike
Izvori podataka: World Aircraft & Systems Directory
Osnovne karakteristike
- posada: 1
- dužina: 22,6 m
- raspon krila: 15,16 - 16,7 m
- površina krila: 61.87 m²
- visina: 6,3 m

Letne karakteristike
- najveća brzina: * 1,6 Macha (1.717 km/h, 1.066 mph) - ostvareno na testiranjima
- 2.717 km/h (projicirana brzina)
- 1,14 Macha (1.400 km/h, 870 mph) - na morskoj razini
- dolet: 3.300 km
- brzina penjanja: 233 m / sek.
- najveća visina leta: 18.000 m
- specifično opterećenje krila: 360 kg / m²
- motor: 2× Aviadvigatel D-30F6 turbo-fen motora s digitalnom kontrolom (trenutno)
2× Lyulka AL-37FU (planirano, prototip motori)
- 83,4 kN (suhi potisak jednog motora)
- 142,2 kN (potisak s naknadnim sagorijevanjem)

Naoružanje
- naoružanje:
- 14 utora za postavljanje raketa, bombi, projektila i sl. (2 na krilu, 6-8 ispod krila i 4-6 ispod trupa)
  - Top:
    - 1 × 30 mm GSh-30-1 top sa 150 metaka

  - Projektili smješteni na ukupno 14 utora:
    - Zrak-zrak projektili: R-77, R-77PD, R-73 i K-74.
    - Zrak-zemlja projektili: X-29T, X-29L, X-59M, X-31P, X-31A, KAB-500 i KAB-1500.

## Vanjske poveznice
- Fighter-Planes.com  Arhivirana inačica izvorne stranice od 27. listopada 2012. (Wayback Machine)
- Aeroweb.Lucia.it  Arhivirana inačica izvorne stranice od 13. veljače 2006. (Wayback Machine)
- Warfare.ru
- Airforce-Technology.com